# Nina Butera
Nina Butera (Halle, 18 februari 2004) is een Vlaamse zangeres.

## Carrière
Nina Butera werd begin 2017 ontdekt door Christophe Severs, de zoon van Paul Severs. Bij wijze van test brachten ze een cover uit van Dancing on my own van Robyn. Het liedje, dat enkel bedoeld was als cadeau van haar vader, werd onverhoopt een hitje bij lokale radio's en behaalde meer dan 10.000 views op YouTube.
Na enig overleg beslisten ze samen om Nederlandstalige popmuziek te maken. Zo schreef haar producer Christophe Severs in 2017 Die eerste zoen. Hoewel ze geen platenfirma had, bereikte het nummer toch een rotatie bij Radio 2. Ook werd ze door regionale radio's uitgeroepen tot 'tip van de week' en behaalde ze nummer 1-noteringen bij menig internetradiostation.
Met haar tweede single Jij - geschreven samen met Anneke van Hooff - kwam Butera voor het eerst binnen in de Vlaamse top 50 van Ultratop en behaalde daarin de 28ste plaats. De opvolger Zonder jou was met een 19de plaats in die lijst eveneens succesvol. In mei 2019 verscheen haar vierde single Terug bij mij - een eerbetoon aan wijlen Paul Severs van de hand van diens zoon. Dit nummer werd, in vergelijking met haar voorgaande singles, nog beter ontvangen door de Vlaamse media; zo behaalde het de A-rotatie van Radio 2 en werd het een nummer 1-hit bij MENT. Eind 2019 won Butera haar eerste prijs, te weten de MENT Loftrompet voor "Beste Doorbraak".
In de herfst van 2019 bracht Butera de single Draai de liefde terug uit, waar onder anderen Udo Mechels aan meewerkte en die goed was voor een 13de plek in de Vlaamse Top 50. Hierna volgde in 2020 de single Van vooraf aan, een duet met White Bird en het eerste nummer waaraan Butera, in samenwerking met Christophe Severs, zelf meeschreef. De single werd haar eerste top 10-notering in de Vlaamse Top 50, alsook haar eerste notering in de Radio 2 Top 30. In de zomer van 2020 behoorde het nummer tot de genomineerden voor de jaarlijkse Radio 2 Zomerhit.
Butera zette haar succes voort met de opvolgende singles Dat gevoel, Tussen jou & mij en Horizon (een duet met Dean Delannoit). Ook aan deze nummers schreef ze zelf mee.

## Discografie

### Singles
| Single met hitnotering(en) in de Vlaamse Ultratop 50 | Datum van verschijnen | Datum van binnenkomst | Hoogste positie | Aantal weken | Opmerkingen                                 |
| ---------------------------------------------------- | --------------------- | --------------------- | --------------- | ------------ | ------------------------------------------- |
| Dancing on my own                                    | 2017                  | -                     | -               | -            | cover van Robyn                             |
| Die eerste zoen                                      | 2017                  | 23-12-2017            | tip             | -            |                                             |
| Jij                                                  | 2018                  | 07-07-2018            | tip             | -            | Nr. 28 in de Vlaamse Top 50                 |
| Zonder jou                                           | 2018                  | 17-11-2018            | tip 36          | -            | Nr. 19 in de Vlaamse Top 50                 |
| Terug bij mij                                        | 2019                  | 08-06-2019            | tip 26          | -            | Nr. 15 in de Vlaamse Top 50                 |
| Draai de liefde terug                                | 2019                  | 16-11-2019            | tip 13          | -            | Nr. 13 in de Vlaamse Top 50                 |
| Van vooraf aan                                       | 2020                  | 09-05-2020            | tip 5           | -            | met White Bird / Nr. 7 in de Vlaamse Top 50 |
| Dat gevoel                                           | 2020                  | 10-10-2020            | tip 10          | -            | Nr. 11 in de Vlaamse Top 50                 |
| Tussen jou & mij                                     | 2021                  | 23-01-2021            | tip 9           | -            | Nr. 9 in de Vlaamse Top 50                  |
| Horizon                                              | 2021                  | 08-05-2021            | tip 3           | -            | met Dean / Nr. 7 in de Vlaamse Top 50       |
| Wat je met me doet                                   | 2022                  | 21-01-2022            | tip 7           | -            | Nr. 9 in de Vlaamse Top 50                  |
| Eén nacht samen                                      | 2022                  | 17-05-2022            | tip 20          | -            | Nr. 15 in de Vlaamse Top 50                 |